# 1995 KJ1
1995 KJ1 est un objet transneptunien faisant probablement partie des cubewanos et dont l'orbite est encore très mal connue. 

## Caractéristiques
1995 KJ1 mesure environ 221 km de diamètre.